# Bernardo Daniel Romeo
Bernardo Daniel Romeo (Tandil, 10 de setembre de 1977) és un futbolista argentí, que ocupa la posició de davanter.

## Trajectòria
Va iniciar la seua carrera professional el 1995, amb l'Estudiantes de La Plata, i hi va jugar 40 partits de la primera divisió argentina. Entre 1998 i 2002 milita al Club Atlético San Lorenzo de Almagro, on destaca per la seua capacitat golejadora. El 2001 el seu equip guanya el Clausura, i amb 15 gols en 17 partits, és el màxim golejador de la competició.
Les seues xifres van cridar l'atenció de l'equip alemany de l'Hamburg SV, amb qui milita dos anys i mig. El gener del 2005, és cedit al RCD Mallorca per sis mesos. Quan acaba la cessió fitxa per un altre club de la primera divisió espanyola, el CA Osasuna. L'argentí marca 4 gols en 24 partits, en una gran campanya dels navarresos, que acaben quarts de la classificació. A l'any següent només juga vuit partits de lliga, així com altres a competicions europees.
L'estiu del 2007, hi retorna al San Lorenzo, amb qui aconsegueix marcar més de cent gols per al seu club, comptant els dos períodes.

## Selecció
Hi va destacar amb la selecció argentina sub-20 al Mundial Juvenil de 1997, celebrat a Malàisia, on va marcar sis gols en set partits. Per contra, no hi va ser fix a l'absoluta, jugant només quatre partits amb l'albiceleste.

## Títols
- Primera División Argentina: Clausura 2001 (i màxim golejador)
- Mundial Juvenil de Seleccions: 1994
- Màxim golejador del campionat argentí de futbol: 2001 Clausura